# CzechTrade
CzechTrade (plný název Česká agentura na podporu obchodu) je příspěvková organizace spadající pod Ministerstvo průmyslu a obchodu.
 Hlavním posláním agentury je podpora českých firem při podnikání na zahraničních trzích.

## Vývoj společnosti
Předchůdcem CzechTrade byl prvorepublikový Exportní ústav československý. 
Samotná agentura CzechTrade vznikla 1. května 1997 Rozhodnutím č.97/1997 ministra průmyslu a obchodu Vladimíra Dlouhého. Posláním agentury je poskytování informačních, poradenských a podpůrných služeb zaměřených na zlepšování výsledků zahraničního obchodu České republiky a exportních aktivit podnikatelských subjektů v zahraničí.  Od roku 2000 mohou klienti CzechTrade využívat služeb zahraničních kanceláří. První kanceláře jsou zřízeny v Číně, Egyptě, Francii, Chorvatsku, Polsku, Španělsku, Ukrajině a Velké Británii. V roce 2014 má pobočky ve 40 zemích světa.

## Činnost agentury
Agentura působí jako servisní služba pro české exportéry. Její směr je zaměřen především na malé a střední podnikatele, kteří se na mezinárodních trzích hůře prosazují. CzechTrade nabízí těmto firmám především informace a znalosti o místním prostředí a podnikatelském sektoru. Dále mapuje a zajišťuje vhodné veletrhy. Pro klienty připravuje praktické programy, tréninky a kurzy na osvojení odborných znalostí nutných pro vstup na zahraniční trhy. 

### Projekty agentury
- Specializované výstavy a veletrhy – zajištění účasti malých a středních firem na vybraných zahraničních akcích
- Šance pro firmy – zvýšení informovanosti firem o principech výběrového řízení v evropských společenstvích
- Vesmír – projekt na posílení mezinárodní konkurenceschopnost českých podniků v oblasti kosmických technologií
- Design pro konkurenceschopnost – podpora malých a středních podnikatelů zabývající se průmyslovou výrobou[2]

## Další státní instituce podporující zahraniční obchod
- Česká exportní banka
- Exportní garanční a pojišťovací společnost (EGAP)
- CzechInvest